# Zakřany
Zakřany jsou obec v okrese Brno-venkov v Jihomoravském kraji, v Křižanovské vrchovině. Žije zde 798 obyvatel.

## Název
Na vesnici bylo přeneseno původní pojmenování jejích obyvatel zakřané – „lidé bydlící za křem“ (tj. keřem).

## Historie
První písemná zmínka o obci pochází z roku 1350.
Na začátku 17. století měla obec 14 domů, po třicetileté válce z nich bylo obydlených 11. Roku 1790 zde bylo již 35 domů a 192 obyvatel. Škola byla postavena roku 1876.

## Obyvatelstvo
| Rok            | 1869 | 1880 | 1890 | 1900 | 1910 | 1921 | 1930  | 1950 | 1961 | 1970 | 1980 | 1991 | 2001 | 2011 | 2021 |
| -------------- | ---- | ---- | ---- | ---- | ---- | ---- | ----- | ---- | ---- | ---- | ---- | ---- | ---- | ---- | ---- |
| Počet obyvatel | 592  | 673  | 747  | 917  | 968  | 965  | 1 006 | 926  | 903  | 867  | 795  | 767  | 736  | 737  | 765  |
| Počet domů     | 75   | 99   | 105  | 127  | 145  | 156  | 215   | 237  | 239  | 229  | 217  | 238  | 234  | 245  | 266  |

Vývoj počtu obyvatel

## Obecní správa a politika
Od roku 1850 do 70. let 19. století byly Zakřany součástí Vysokých Popovic v okrese Brno. Od 70. let 20. století byly obcí v okrese Brno, posléze v okrese Brno-venkov, poté v letech 1949–1960 v okrese Rosice a od roku 1960 znovu v okrese Brno-venkov.

### Politika
V letech 1990–2010 působil jako starosta Ladislav Marek, poté do roku 2014 Josef Rudolf. Mezi lety 2014 a 2022 tuto funkci vykonával Milan Veverka.

### Obecní symboly
Znak a vlajka byly obci uděleny rozhodnutím předsedy Poslanecké sněmovny Parlamentu České republiky dne 26. května 2000.

## Pamětihodnosti
- Kaple svatého Donáta